# Astragalus crinitus
Astragalus crinitus är en ärtväxtart som beskrevs av Pierre Edmond Boissier. Astragalus crinitus ingår i släktet vedlar, och familjen ärtväxter. Inga underarter finns listade i Catalogue of Life.